# Viñuela
La Viñuela is een gemeente in de Spaanse provincie Málaga in de regio Andalusië met een oppervlakte van 27 km². In 2007 telde La Viñuela 1881 inwoners. Bij La Viñuela ligt het Embalse de la Viñuela. 